# Danayakanahalli, Hassan
Danayakanahalli là một làng thuộc tehsil Hassan, huyện Hassan, bang Karnataka, Ấn Độ.